# Hänsel und Gretel (Oper)
Hänsel und Gretel ist eine spätromantische Oper in drei Akten, die in den frühen 1890er Jahren entstand. Die Musik stammt von Engelbert Humperdinck, das Libretto schrieb seine Schwester Adelheid Wette nach dem Märchen Hänsel und Gretel aus den Kinder- und Hausmärchen der Brüder Grimm. Die Werkbezeichnung der Autoren lautet „Märchenspiel in drei Bildern“, Humperdinck nannte sein Werk in ironischer Anspielung an Richard Wagners Oper Parsifal ein „Kinderstubenweihfestspiel“.
Hänsel und Gretel wurde am 23. Dezember 1893 in Weimar am Hoftheater unter Richard Strauss als Dirigent das erste Mal aufgeführt. Die Oper, die eine Spieldauer von etwa zwei Stunden hat, gehört heute zum häufig gespielten Repertoire von Opernhäusern und wird besonders häufig in der Adventszeit aufgeführt.

## Entstehung
Humperdincks Schwester Adelheid Wette plante das Märchenspiel als häusliche Theateraufführung. Sie bat ihren Bruder lediglich um die Vertonung einiger Verse. Als diese im Familienkreis großen Anklang fanden, beschlossen Wette und Humperdinck, ein Singspiel daraus zu machen. Schließlich wurde Humperdincks Begeisterung so groß, dass er eine abendfüllende Oper komponierte. Bereits die Uraufführung war ein außerordentlicher Erfolg.

## Musik
Hänsel und Gretel ist eine durchkomponierte Oper in der Nachfolge Richard Wagners, die jedoch in großem Maße volksliedhafte Musik einbringt. Das motivische Material ist äußerst ökonomisch gestaltet, ohne streng leitmotivisch im Sinne Wagners eingesetzt zu werden.
Viele der Themen in Hänsel und Gretel werden oft für Zitate von Volksliedern gehalten. Humperdinck hat sich zwar vieler Volksliedfragmente bedient, aber tatsächlich nur drei Volkslieder unverändert verwendet: Suse, liebe Suse, was raschelt im Stroh?, Ein Männlein steht im Walde und Schwesterlein, hüt’ dich fein!. Viele der weiteren Melodien aus der Oper (z. B. Brüderchen, komm tanz mit mir und der Abendsegen) sind aber erst später zu Volksliedern geworden.
Das rund achteinhalb Minuten dauernde Vorspiel, das hin und wieder – losgelöst vom eigentlichen Werk – auch im Konzertsaal erklingt, beschreibt der Komponist in einem Brief an Hermann Wette vom 16. Dezember 1891 wie folgt:

„Vergangenen Sonntag habe ich auch die Ouvertüre niedergeschrieben, die ein ziemlich ausgedehntes Musikstück geworden ist, eine Art symphonischer Prolog, den man ein „Kinderleben“ betiteln könnte. Er beginnt mit dem Schutzengelchoral, von Hörnern vorgetragen, geht dann über in das „Hokus pokus“, welches wiederum der Melodie „Die Englein haben’s uns im Traum gesagt“ weichen muss, woran sich nun lustig „Die Hexerei ist nun vorbei“ in fröhlichem E-Dur anschließt. Dann klingt wieder der Choral hinein, der sich nun mit der Melodie „Die Englein haben’s etc.“ organisch verbindet und mit dem triumphierenden „Die Hokus-Pokus-Hexerei ist nun vorbei“ glanzvoll in C-Dur abschließt. Es geht etwas lärmend darin zu, aber „sunt pueri pueri, pueri puerilia tractant“ (Kinder sind einmal Kinder, als Kinder stellen sie Kindisches an) und für die derbe Knabenstimme passt eben nur die Trompete.“

## Handlung

### Erster Akt: Daheim
In der ärmlichen Stube des Besenbinders sind dessen Kinder Hänsel und Gretel mit Arbeit beschäftigt. Der Hunger quält die beiden, denn seit Wochen gibt es nichts als trockenes Brot. Aber Gretel verrät, dass es am Abend Reisbrei geben soll: Eine Nachbarin hat ihnen einen Topf Milch geschenkt. In übermütiger Vorfreude fangen die Kinder an zu tanzen und zu spielen. Müde und erschöpft kehrt die Mutter heim. In ihrem Jähzorn über die beiden Faulpelze greift sie zur Rute, um die Kinder zu züchtigen. Dabei stößt sie den Milchtopf vom Tisch. Außer sich vor Wut jagt sie Hänsel und Gretel zum Beerensuchen in den Wald, dann schläft sie, ihr hartes Los beklagend, erschöpft ein.
Angetrunken kommt der Besenbinder nach Hause. Seine Geschäfte liefen heute so gut, dass er einen Korb voller Lebensmittel mitbringen konnte. Als er nach den Kindern fragt und von dem Vorgefallenen hört, schlägt seine gute Laune plötzlich in Besorgnis um. Es wird schon dunkel; was, wenn die Kinder sich im Wald verlaufen und der Knusperhexe in die Hände geraten, die am Ilsenstein haust und Kinder anlockt, um sie in ihrem Ofen in Lebkuchen zu verwandeln und dann zu verspeisen? Voller Sorge eilen die Eltern in den Wald, ihre Kinder zu suchen.

### Zweiter Akt: Im Wald
Orchesterzwischenspiel: „Der Hexenritt“
Die Kinder haben mittlerweile ihren Korb mit Beeren füllen können. Der Ruf des Kuckucks ertönt. Diesen nachahmend, haben Hänsel und Gretel die Beeren rasch selber aufgegessen. Nun ist es aber zu dunkel geworden, um neue zu suchen. Und auch den Heimweg können sie nicht mehr finden. Der vorher so vertraute Wald wirkt nun auf einmal fremd und unheimlich: Irrlichter flackern umher und Nebelschwaden ziehen auf. Die Angst ist groß. Da erscheint das Sandmännchen und beruhigt die beiden Verirrten. Bevor sich Hänsel und Gretel niederlegen, beten sie ihren „Abendsegen“. Dann schlafen sie ein. Vierzehn Engel steigen herab, den Schlaf der Kinder zu bewachen.

### Dritter Akt: Das Knusperhäuschen
Orchestervorspiel: „Waldmorgen vor dem Knusperhaus“
Das Taumännchen weckt die Schlafenden. Doch als ob sie noch träumen würden, erscheint plötzlich vor ihnen, „glitzernd im Strahl der aufgehenden Sonne“, das Knusperhäuschen – über und über mit Kuchen und Zuckerwerk bedeckt. Als Hänsel und Gretel davon naschen, kommt die Hexe heraus und versucht, sie in ihr Häuschen zu locken. Doch Hänsel und Gretel trauen den freundlichen Worten der Alten nicht und wollen davonlaufen. Aber der Zauberstab der Hexe bannt sie fest. Hänsel wird in einen Käfig gesperrt und gemästet, während Gretel drinnen für die Hexe schon einmal den Tisch decken muss. Die Hexe heizt den Backofen an; in gieriger Vorfreude auf das „Abendessen“ reitet sie ausgelassen auf ihrem Besen durch die Luft. Gretel, die sich die Zauberworte der Hexe gemerkt hat, gelingt es, ihren Bruder heimlich aus seinem Käfig zu befreien. Als die Hexe Gretel nun mit einer List in den Backofen schieben will, wird sie von den Kindern selber hineingestoßen. Jubelnd fallen sich die Geschwister in die Arme. Da stürzt der Ofen donnernd in sich zusammen. Erstaunt bemerken Hänsel und Gretel, dass von den vielen Lebkuchenkindern, die als Zaun um das Hexenhäuschen standen, die Kuchenhülle abgefallen ist. Doch noch scheinen diese leblos zu sein. Erst Gretels sanfte Berührung vermag ihnen die Augen zu öffnen. Und mit dem Zauberstab der Hexe kann Hänsel sie wieder gänzlich zum Leben erwecken. Da ist aus dem Wald die Stimme des Besenbinders zu hören, der mit seiner Frau überall nach Hänsel und Gretel gesucht hat. Glücklich können die Eltern ihre Kinder wieder in die Arme schließen. Und aus den Trümmern des Backofens wird die Hexe gezogen, die nun selber zum Lebkuchen geworden ist. Alle stimmen in die Weise des Vaters ein: „Wenn die Not auf’s Höchste steigt, Gott, der Herr, die Hand uns reicht!“

## Besetzung
Die Besetzung besteht aus sieben Sängern: dem Vater (Bariton), der Mutter (Mezzosopran), Hänsel (Mezzosopran, Alt oder Knabenalt), Gretel (Sopran oder Knabensopran), der Knusperhexe (Mezzosopran, Sopran oder Tenor), dem Sandmännchen (Sopran oder Knabensopran), dem Taumännchen (Sopran oder Knabensopran). Die beiden Kinderpartien sind für anspruchsvolle Stimmen geschrieben und werden daher gewöhnlich von erwachsenen Sängerinnen – der Hänsel in einer Hosenrolle – übernommen. Mit Knabenstimmen führten die Regensburger Domspatzen unter der Leitung von Theobald Schrems die Oper seit den 1930er Jahren regelmäßig auf und erfuhren dafür viel Beachtung (u. a. zur Wiedereröffnung des Münchner Prinzregententheaters in München 1945). Einige seltene Audio-Aufnahmen von 1933 und 1954 sowie eine ZDF-Fernsehproduktion aus dem Jahr 1970 dokumentieren den hohen Ausbildungsstand jener Jahre. Auch in der Gesamtaufnahme mit dem Gürzenich-Orchester unter der Leitung von Heinz Wallberg (1974) singen zwei Kindersolisten die Titelpartien. Sand- und Taumännchen, die kurz vor beziehungsweise nach der üblicherweise nach dem zweiten Akt eingefügten Pause auftreten, sind ebenfalls als Hosenrollen konzipiert und werden oft von derselben Sängerin dargestellt, so dass sich die Besetzung auf sechs Personen reduziert. Gerade diese kleinen Partien können aber auch mit gut ausgebildeten Knabenstimmen besetzt werden. Wenn man alle Besetzungsmöglichkeiten berücksichtigt, kann unter Umständen der Vater die einzig männlich besetzte oder die Mutter die einzig weiblich besetzte Rolle einer Aufführung sein. Daneben treten noch ein Kinderchor als „Kuchenkinder“ und ein Ballett als „vierzehn Engel“ auf.
Das Orchester ist romantisch besetzt:
- 2 Flöten, Piccolo, 2 Oboen (2. auch Englischhorn), 2 Klarinetten in A und B, Bassklarinette, 2 Fagotte
- 4 Hörner, 2 Trompeten, 3 Posaunen, Tuba
- Pauken, Schlagwerk (große Trommel, Becken, Triangel, Tamburin, Tamtam, Kastagnetten, Xylophon, „Glöckchen“, „Kuckuck-Instrument“ (Effektflöte), Donnermaschine)
- Harfe
- Streicher

Die Stimmen für Viola, Cello, Trompete und Xylophon enthalten Probespielstellen.

## Rezeptionsgeschichte
Hänsel und Gretel war und ist eine der populärsten Opern im Repertoire, zudem die einzige der bekannteren Opern, die als ausgesprochene Kinderoper gilt. Neben den herkömmlichen, also gemäß den vom Komponisten im Klavierauszug festgelegten Anweisungen inszenierten Aufführungen, gab es auch immer wieder Deutungen im Sinne psychologischer Märcheninterpretation. Dabei wird zuweilen die Partie der Hexe von derselben Sängerin wie die der Mutter gesungen. Üblich ist auch die Besetzung der Hexe mit einem Tenor, was Humperdinck jedoch ablehnte.
1997 erregte eine Inszenierung des britischen Regisseurs Nigel Lowery an der Basler Oper Aufsehen, da u. a. der Kannibalismus der Hexe dargestellt wurde. In der Spielzeit 2004/2005 kam es am Theater Erfurt zu zwei unterschiedlichen Inszenierungen: eine „werkgetreue“ Inszenierung und eine zweite des Regisseurs Giancarlo del Monaco „nur für Erwachsene“, die die Oper als Geschichte über Kindesmissbrauch erzählt.
2006 verlegte der Regisseur Sebastian Hirn die Oper am Tollwood-Festival München in eine monumentale, riesige Gebirgslandschaft, am Rande der Zivilisationsgrenze. Er initiierte eine uminstrumentierte Fassung durch Helga Pogatschar, die mit Volksmusikinstrumenten einen archaischen, schroffen Klang schuf. Die Inszenierung wurde wegen des drastisch sexuellen Bezuges sehr kontrovers besprochen.
2017 bettete die Regisseurin Brigitte Fassbaender in ihrer Inszenierung am Staatstheater Braunschweig die Oper in eine per Video im Vorspiel und Zwischenspiel eingespielte Rahmenhandlung ein, die die Handlung vom Wald in ein monumentales Hotel Ilsestein verlegte. Der Film von Grigory Shklyar zeigte Szenen mit Kindern, die mit dem Zug zum Hotel reisen im Stil einer Kinderlandverschickung. Die Hexe wird als transvestite Gouvernante dargestellt, die sich im Schlachthaus als Menschenfresser entpuppt.
2017 wurde am 2. Dezember die Oper an der Staatsoper Hannover in einer Inszenierung von Steffen Tiggeler, Bühnenbild und Kostüme Walter Gondolf, zum 500. Male aufgeführt. Dirigent dieses „festlichen Opernabends“ war Marc Albrecht. Die Premiere dieser Inszenierung hatte am 4. Oktober 1964 stattgefunden.

## Tonträger (Auswahl)
- 1944: Orchester des Reichssenders Berlin unter Leitung von Artur Rother, Berliner Mozart-Kinderchor, mit Hänsel – Marie-Luise Schilp, Gretel – Erna Berger, Peter – Hanns-Heinz Nissen, Gertrud – Elisabeth Waldenau, Knusperhexe – Margarethe Arndt-Ober, Sandmännchen – Hildegard Erdmann, Taumännchen – Hildegard Erdmann (Gesamtaufnahme in deutscher Sprache), Urania Records[9]
- 1947: Metropolitan Opera Orchestra unter Leitung von Max Rudolf, Metropolitan Opera Chorus, mit Hänsel – Risë Stevens, Gretel – Nadine Conner, Peter – John Brownlee, Gertrud – Claramae Turner, Knusperhexe – Thelma Votipka, Sandmännchen – Thelma Votipka, Taumännchen – Lillian Raymondi (Gesamtaufnahme in englischer Sprache, Columbia Records)[9]
- 1953: Philharmonia Orchestra unter Leitung von Herbert von Karajan, Choirs of Loughton High School for Girls & Bancroft’s School, mit Hänsel – Elisabeth Grümmer, Gretel – Elisabeth Schwarzkopf, Peter – Josef Metternich, Gertrud – Maria von Ilosvay, Knusperhexe – Else Schürhoff, Sandmännchen und Taumännchen – Anny Felbermayer, (Gesamtaufnahme in deutscher Sprache, EMI 769 293)[10]
- 1954: Münchner Philharmoniker unter Leitung von Fritz Lehmann, Knabenchor des Wittelsbacher Gymnasiums München, Chor des Bayerischen Rundfunks, mit Hänsel – Gisela Litz, Gretel – Rita Streich, Peter – Horst Günter, Gertrud – Marianne Schech, Knusperhexe – Res Fischer, Sandmännchen – Elisabeth Lindermeier, Taumännchen – Bruno Brückmann (Gesamtaufnahme in deutscher Sprache, DG 449 378-2)[9]
- 1961: Wiener Philharmoniker unter Leitung von André Cluytens, Wiener Sängerknaben; mit Hänsel – Irmgard Seefried, Gretel – Anneliese Rothenberger, Peter – Walter Berry, Gertrud – Grace Hoffman, Knusperhexe – Elisabeth Höngen, Sandmännchen – Liselotte Maikl, Taumännchen – Liselotte Maikl (Gesamtaufnahme in deutscher Sprache, EMI)
- 1964: Sadler’s Wells Orchestra unter Leitung von Mario Bernardi, Sadler’s Wells Chorus, The London Boy Singers, Hansel – Patricia Kern, Gretel – Margaret Neville, Peter – Raimund Herincx, Gertrud – Rita Hunter, Knusperhexe – Ann Howard, Sandmännchen – Elisabeth Robinson, Taumännchen – Jenifer Eddy (Gesamtaufnahme in englischer Sprache, His Master’s Voice / EMI)[9]
- 1969: Staatskapelle Dresden unter Leitung von Otmar Suitner, Mitglieder des Dresdner Kreuzchors; mit Hänsel – Ingeborg Springer, Gretel – Renate Hoff, Peter – Theo Adam, Gertrud – Gisela Schröter, Knusperhexe – Peter Schreier, Sandmännchen – Renate Krahmer, Taumännchen – Renate Krahmer (Gesamtaufnahme in deutscher Sprache, Eterna / Berlin Classics)[9]
- 1971: Münchner Rundfunkorchester unter Leitung von Kurt Eichhorn, Tölzer Knabenchor; mit Hänsel – Anna Moffo, Gretel – Helen Donath, Peter – Dietrich Fischer-Dieskau, Gertrud – Charlotte Berthold, Knusperhexe – Christa Ludwig, Sandmännchen – Arleen Augér, Taumännchen – Lucia Popp (Gesamtaufnahme in deutscher Sprache, Eurodisc / RCA)[9]
- 1974: Gürzenich-Orchester unter Leitung von Heinz Wallberg, Kölner Kinderchor; mit Hänsel – Eugen Hug, Gretel – Brigitte Lindner, Peter – Hermann Prey, Gertrud – Ilse Gramatzki, Knusperhexe – Edda Moser, Sandmännchen – Ursula Roleff, Taumännchen – Thomas Frohn (Gesamtaufnahme in deutscher Sprache, EMI)[9]
- 1977: Wiener Philharmoniker unter Leitung von Georg Solti, Wiener Sängerknaben; mit Hänsel – Brigitte Fassbaender, Gretel – Lucia Popp, Peter – Walter Berry, Gertrud – Júlia Hamari, Knusperhexe – Anny Schlemm, Sandmännchen – Norma Burrowes, Taumännchen – Edita Gruberová (Gesamtaufnahme in deutscher Sprache, Decca)[9]
- 1978: Gürzenich-Orchester unter Leitung von John Pritchard, Kinderchor der Kölner Oper; mit Hänsel – Frederica von Stade, Gretel – Ileana Cotrubaș, Peter – Siegmund Nimsgern, Gertrud – Christa Ludwig, Knusperhexe – Elisabeth Söderström, Sandmännchen – Kiri Te Kanawa, Taumännchen – Ruth Welting (Gesamtaufnahme in deutscher Sprache, CBS)[9]
- 1981: Wiener Philharmoniker unter Leitung von Georg Solti, Wiener Sängerknaben; mit Hänsel – Brigitte Fassbaender, Gretel – Edita Gruberová, Peter – Hermann Prey, Gertrud – Helga Dernesch, Knusperhexe – Sena Jurinac, Sandmännchen – Norma Burrowes, Taumännchen – Elfriede Höbarth, Regie: August Everding (DVD, Gesamtaufnahme in deutscher Sprache mit engl., dt.,  frz., span. u. chin. Untertiteln, Deutsche Grammophon)
- 1989: Symphonie-Orchester des Bayerischen Rundfunks unter Leitung von Jeffrey Tate, Tölzer Knabenchor; mit Hänsel – Anne Sofie von Otter, Gretel – Barbara Bonney, Peter – Andreas Schmidt, Gertrud – Hanna Schwarz, Knusperhexe – Marjana Lipovšek, Sandmännchen – Barbara Hendricks, Taumännchen – Eva Lind (Gesamtaufnahme in deutscher Sprache, EMI 754 022)[9]
- 1992: Staatskapelle Dresden unter Leitung von Sir Colin Davis, Frauen- und Kinderchor der Staatsoper Dresden; Hänsel – Ann Murray, Gretel – Edita Gruberová, Peter – Franz Grundheber, Gertrud – Gwyneth Jones, Knusperhexe – Christa Ludwig, Sandmännchen – Barbara Bonney, Taumännchen – Christiane Oelze (Gesamtaufnahme in deutscher Sprache, Philips / Decca)[9]
- 1994: Symphonieorchester des Bayerischen Rundfunks unter Leitung von Donald Runnicles, Tölzer Knabenchor; mit Hänsel – Jennifer Larmore, Gretel – Ruth Ziesak, Peter – Bernd Weikl, Gertrud – Hildegard Behrens, Knusperhexe – Hanna Schwarz, Sandmännchen – Rosemary Joshua, Taumännchen – Christine Schäfer (Gesamtaufnahme in deutscher Sprache, Teldec)[9]
- 2006: Philharmonia Orchestra unter Leitung von Charles Mackerras, New London Childrens Choir; mit Hänsel – Jennifer Larmore, Gretel – Rebecca Evans, Peter – Robert Hayward, Gertrud – Rosalind Plowright, Knusperhexe – Jane Henschel, Sandmännchen – Diana Montague, Taumännchen – Sarah Tynan (Gesamtaufnahme in englischer Sprache, Chandos)
- 2015: Orchester und Bühnenorchester der Wiener Staatsoper unter der Leitung von Christian Thielemann, mit Hänsel – Daniela Sindram, Gretel – Ileana Tonca, Peter – Adrian Eröd, Gertrud – Janina Baechle, Hexe – Michaela Schuster, Sandmännchen, Taumännchen – Annika Gerhards, Regie: Agnes Méth (DVD und Blu-ray Disc, Gesamtaufnahme in deutscher Sprache mit engl., dt. und frz. Untertiteln, EuroArts)

## Literatur

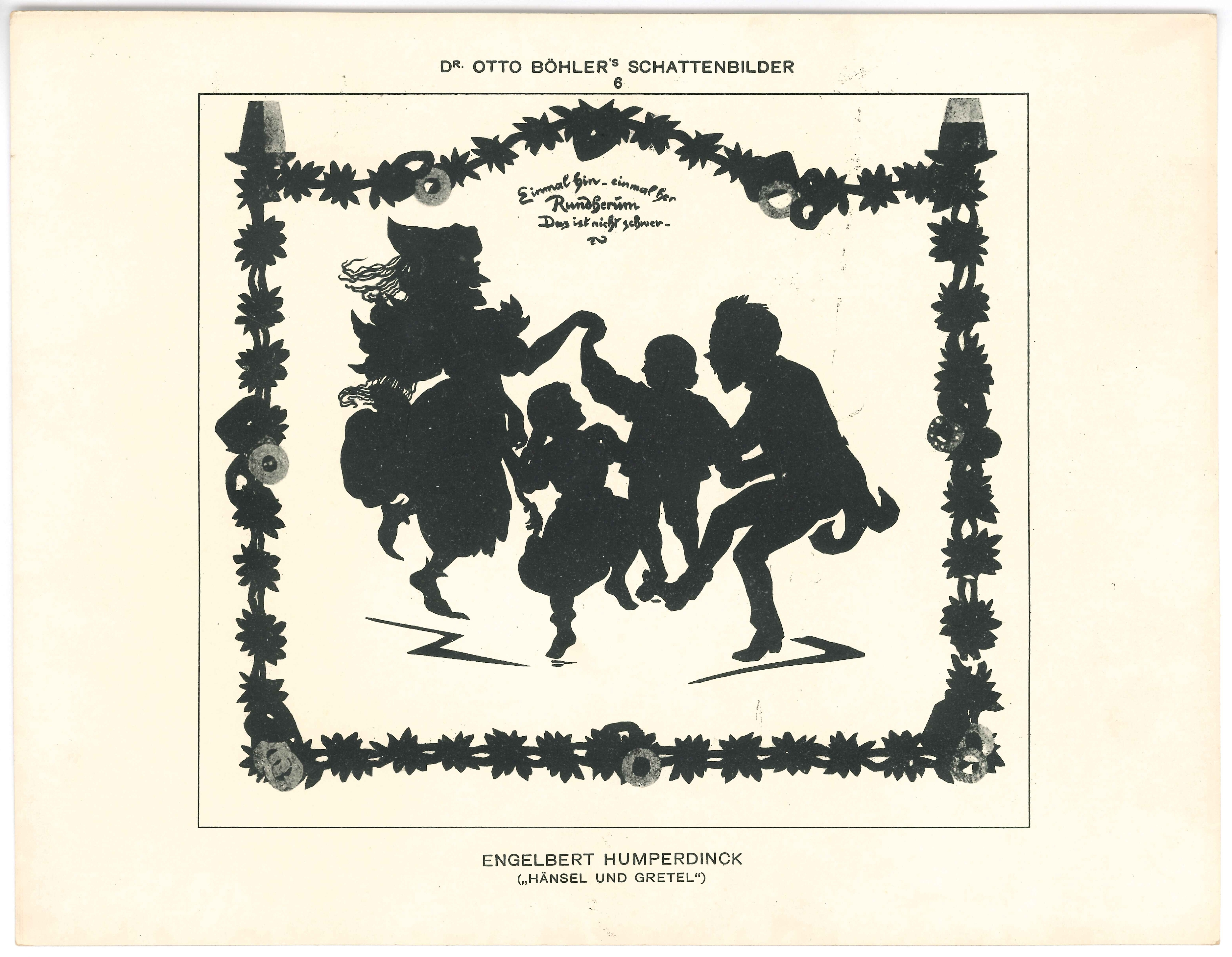
Der Komponist im Tanz mit Hänsel, Gretel und der Hexe; Silhouette von Otto Böhler